# Juan Bautista Hernández Pérez
Juan Bautista Hernández Pérez, född den 24 december 1962, är en kubansk boxare som tog OS-guld i bantamviktsboxning 1980 i Moskva. I finalen besegrade han Bernardo Pinango från Venezuela med 5-0.